# Aleksander Józef Sułkowski
Aleksander Józef Sułkowski, herbu rodowego Sulima (ur. 15 marca 1695, zm. 21 maja 1762) – polski arystokrata i saski polityk. W latach 1733–1738 pierwszy minister Elektoratu Saskiego, hrabia i książę Świętego Cesarstwa Rzymskiego, szambelan Augusta III, generał lejtnant wojsk koronnych od 1734, saski generał major piechoty, pułkownik królewskiego lejbregimentu, łowczy nadworny litewski od 1729 roku, starosta nowodworski w 1738 roku, dyrektor generalny królewskich zbiorów sztuki 1734–1738, I książę bielski (I Herzog von Bielitz).
W 1734 odznaczony Orderem Orła Białego, kawaler rosyjskich orderów: św. Andrzeja i św. Aleksandra Newskiego oraz saskiego Orderu Świętego Henryka.

## Życiorys
Był synem Stanisława Sułkowskiego starosty krzeszowskiego i burgrabiego krakowskiego oraz Elżbiety z Wągrowskich primo voto Szalewskiej. Przypuszczenie jakoby jego ojcem był król polski August II Mocny jest według najnowszych ustaleń Adama Perłakowskiego bezzasadne i mało prawdopodobne.
Wychowywał się przy dworze królewskim (był paziem), gdzie zaprzyjaźnił się z jedynym legalnym synem Augusta II Mocnego. Sułkowski był najbliższym doradcą następcy tronu, a od 1733 króla i elektora Augusta III. Został nadwornym łowczym litewskim od 1729, mianowany generałem piechoty saskiej w 1735 oraz był pierwszym ministrem Saksonii od 1733 do 1738. 7 lutego 1734 został kawalerem Orderu Orła Białego.  W 1735 roku podpisał uchwałę Rady Generalnej konfederacji warszawskiej. 15 września 1737 otrzymał tytuł hrabiego Rzeszy (niem. Reichsgraf), w tym samym roku uzyskał indygenat ziem dziedzicznych Habsburgów, czyli uznanie tytułu we wszystkich krajach państwa Habsburgów. W 1738 konkurent do łask Augusta III Henryk Brühl doprowadził intrygami do dymisji Sułkowskiego i usunięcia się go z dworu drezdeńskiego. W styczniu 1738 kupił od króla Stanisława Leszczyńskiego (który był zmuszony zrzec się z korony polskiej i wyjechał z kraju do Francji w 1709), wszystkie jego dobra w Rydzynie i Lesznie. Wkrótce potem został uwolniony z pozycji ministra u króla saskiego i zaczął pracę nad odbudową i rozszerzeniem zamku rydzyńskiego żeby przeprowadzić się tam na stałe. W listopadzie 1741 jego pierwsza żona, Maria von Stein, zmarła w Dreźnie. 27 sierpnia 1743 poślubił Annę Przebendowską, córkę wojewody malborskiego. Po sprzedaniu pałacu w Dreźnie przeniósł wszystkie swoje meble, kolekcje obrazów i porcelany do Rydzyny i stworzył najwspanialszą rezydencję magnacką w ówczesnej Wielkopolsce, w której przyjmował królów i arystokrację.

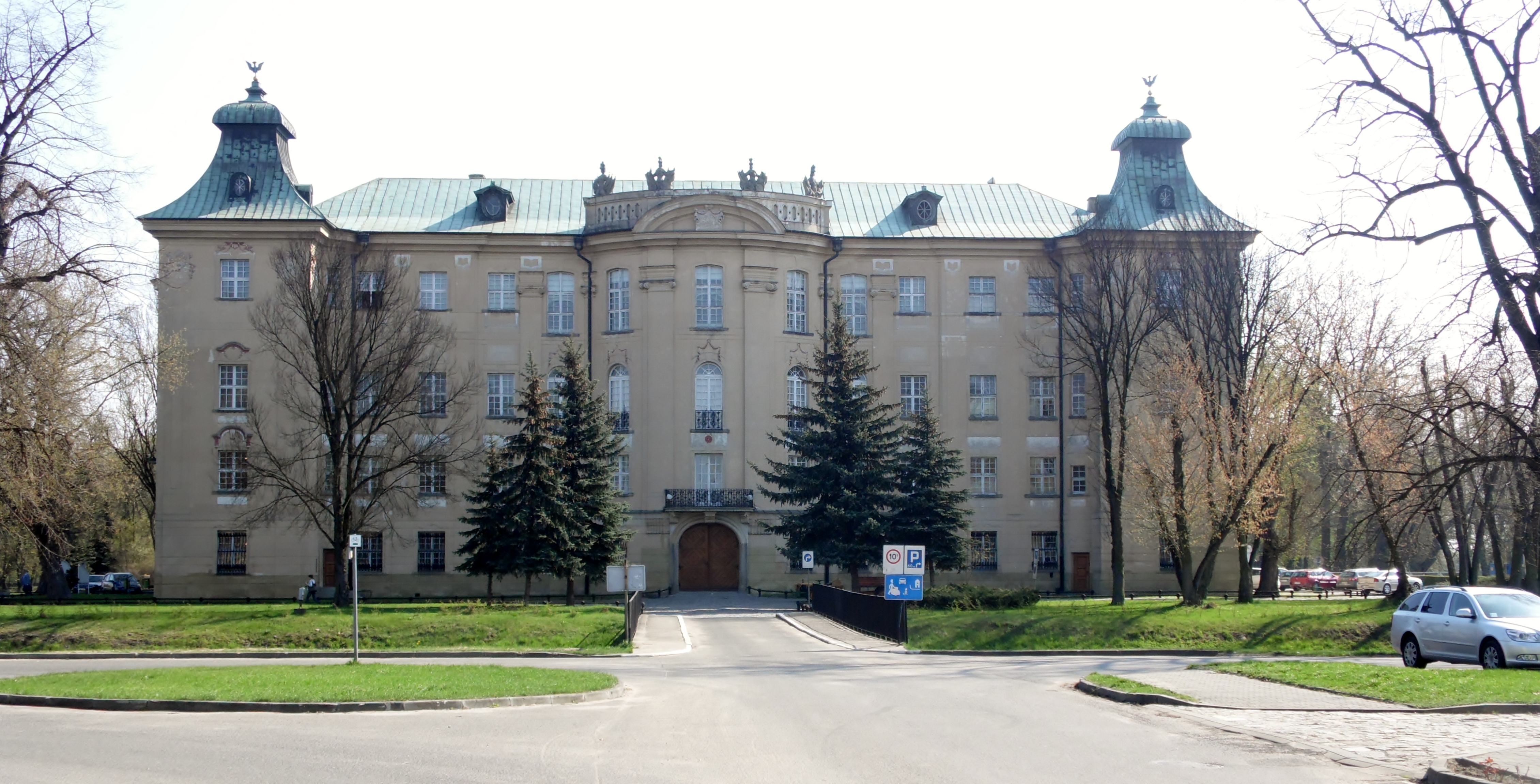
Zamek w Rydzynie kupiony przez księcia Aleksandra od króla Stanisława I Leszczyńskiego

W 1752 kupił zamek w Bielsku na Śląsku Cieszyńskim wraz z dobrami w państwie bielskim od spadkobierców Jana Sunnegha.
Dnia 18 marca 1754 uzyskał od cesarzowej Marii Teresy tytuł księcia Rzeszy, wraz z prawem primogenitury (tytuł książęcy przechodzący na najstarszego syna). W tym samym roku prawo używania tytułu książęcego rozszerzono do wszystkich członków rodu, podnosząc jednocześnie państwo bielskie do rangi księstwa.
Książę Aleksander Józef zmarł w Lesznie 21 maja 1762. Posiadał czterech synów z pierwszego małżeństwa: Augusta Kazimierza (ur. 15 listopada 1729, zm. 7 stycznia 1786), Aleksandra Antoniego (ur. 15 października 1730, zm. 21 września 1786), Franciszka (ur. 29 stycznia 1733, zm. 22 kwietnia 1812) i najmłodszego Antoniego Pawła (ur. 11 czerwca 1734, zm. 16 kwietnia 1796).
August Kazimierz dalej rozszerzał zamek rydzyński. Zbudował budynki po obu stronach drogi prowadzącej do rynku miasta na pomieszczenie szkoły według umowy zawartej w 1765 z pijarami. Stworzył również Ordynację Sułkowskich, do której weszły dziedzictwa jego oraz brata Aleksandra i pół majątku brata Antoniego. Po śmierci Aleksandra i Augusta, zarządzenie Ordynacją objął Antoni, gdyż starsi bracia nie mieli potomstwa. Tym samym Antoni był założycielem wielkopolskiej linii rodu. Jego prawnuk Antoni (ur. 1844, zm. 1909) zmarł bez żyjących dzieci, a wtedy wygasła ta linia rodzinna.
Natomiast Franciszek do Ordynacji nie wszedł i zatrzymał dla siebie dziedzictwo, do którego wchodził zamek z majątkami w Bielsku. Księstwo bielskie odziedziczył po śmierci Franciszka jego syn Aleksander (zmarły w 1811), a po nim Jan (zmarły w 1835). Po Janie księstwo przeszło w ręce jego syna Ludwika Jana Nepomucena (ur. 1814, zm. 1879), a następnie odziedziczył je jego syn Józef Maria Ludwik (ur. 1848). Potomkowie tej linii żyją do dziś w Ameryce, Austrii i Niemczech.

### Tytuły i przywileje Aleksandra Józefa Sułkowskiego
- 22 sierpnia 1733 – od cesarza Karola VI otrzymuje dziedziczny tytuł hrabiego Świętego Cesarstwa Rzymskiego (niem. Reichsgraf)
  - projekt herbu hrabiowskiego Aleksandra Józefa Sułkowskiego zatwierdził cesarski cenzor heraldyczny Williama O'Kelly, zaopatrując opisem „Conformatum est statui comitum”
- 20 września 1733 – od cesarza Karola  VI otrzymuje inkolat (indygenat) na ziemiach Korony Czeskiej (w Czechach i na Śląsku)
- 1734 (data dzienna nieczytelna) – elektor Saksonii Fryderyk August II (także król Polski jako Augusta III) zezwolił Aleksandrowi Józefowi jako swemu urzędnikowi na przyozdobienie hrabiowskiego herbu godłem Saksonii, włączając go w ten sposób do elit politycznych swego państwa
  - Tarczę rodową Sulima wieńczyła teraz korona rangowa, hrabiowska, z dziewięcioma perłami, a labry przybrały barwę złoto-czarną i srebrno-czerwoną. Po bokach tarczy pojawiły się podtrzymujące ją dwa antytetyczne lwy, stojące na tylnych łapach. Na piersi półorła w górnym polu herbu pojawił się znak Saksonii. Możliwe, że już 2 sierpnia 1732 r. Sułkowski uzyskał pozwolenie na jego używane w rodowym klejnocie, w uproszczonej formie rucianej korony w kolorze zielonym. Prawo używania pełnego herbu Saksonii – pod koroną elektorską tarcza z pięcioma czarnymi i złotymi pasami, przedzielona na skos zieloną rutą – przyszło dopiero w 1734 r., po otrzymaniu tytułu hrabiowskiego
- 1749 – od króla Prus Fryderyka II otrzymał inkolat z uznaniem tytułu hrabiowskiego w Śląsku pruskim (dla tego okresu nie stosujemy jeszcze pojęcia linii rydzyńskiej)
- 26 lutego 1752 – nabył wolne państwo stanowe Bielsko (nie Bielsk, niem. Freiestandesherrschaft Bielitz) – terytorium liczące 210 km²  - miasto Bielsko (Bielitz) z wioskami Bronow (Braunau), Bystra (Śląska, Bistrai), Dziedzice (Dzieditz), Jasienica (Heinzendorf), Jaworze (Ernsdorf), Kamienica (Kamitz), Komorowice (Śląskie, Batzdorf), Ligota (Ellgoth), Mazańcowice (Matzdorf), Międzyrzecze (Kurzwald), Mikuszowice (Śląskie, Nikelsdorf), Stare Bielsko (Alt Bielitz), Wapienica (Lobnitz) i Zabrzeg
- 18 marca 1752 – z rąk cesarzowej Marii Teresy uzyskał tytuł księcia (niem. Fürst)w ziemiach Koronie Czeskiej
  - Dyplom w zbiorach Muzeum Historycznego w Bielsku-Białej
- 19 marca 1752 – Maria Teresa podniosła bielskie wolne państwo stanowe do rangi księstwa (niem. Fürstentum)
- 20 marca 1752 – Maria Teresa zezwoliła na przekształcenie dóbr bielskich w fideikomis oparty na zasadach niepodzielności majątku i dziedziczenia liniowego starszeństwem urodzenia (primogeniturae & linealis succesionis) – odpowiednik ordynacji
- 17 kwietnia 1752 – dzięki istniejącemu od 1746 roku cesarskiemu rozporządzeniu o wzajemnym przyznawania tytułów w Rzeszy i Czechach, otrzymał tytuł księcia Świętego Cesarstwa Rzymskiego (niem. Reichsfürst) od cesarza Franciszka I Stefana
  - Dyplom w zbiorach Muzeum Historycznego w Bielsku-Białej
- 1 lipca 1752 – oficjalne przejęcie dóbr na bielskim zamku (miejscowa szlachta, magistrat, mieszczaństwo i poddani z wiosek dominium złożyli homagium)
- czerwiec 1754 – zwraca się do Marii Teresy o tytuł książęcy (niem. Fürst) dla całej rodziny i podniesienie rangi księstwa (niem. Fürstentum do niem. Herzogtum)
- 5 sierpnia 1754 – cesarz Franciszek I Stefan rozszerzył tytuł książęcego (niem. Fürst) na potomstwo księcia bielskiego, synów: Augusta, Aleksandra, Franciszka, Antoniego i Kazimierza (z drugiego małżeństwa) oraz książęce córki: Joannę, Józefę, Petronelę oraz Teresę (z drugiego małżeństwa)
  - Dyplom w zbiorach Muzeum Historycznego w Bielsku-Białej
- 2 listopada 1754 – cesarzowa Maria Teresa odrębnym dyplomem nadała Aleksandrowi Józefowi Sułkowskiemu dziedziczny tytuł książęcy (niem.)  Herzog, a potomnym dziedziczny tytuł książęcy (niem.) Fürst. Bielsko zostało księstwem wyższej rangi (niem. Herzogtum), potwierdzone zostały także zasady jego dziedziczenia, ukonstytuowane dwa lata wcześniej (Sułkowski został zrównany prawami na terenie Śląska Austriackiego z cesarzem Franciszkiem I Stefanem, lennym właścicielem księstwa cieszyńskiego oraz księciem Józefem Wacławem Lichtensteinem, właścicielem Opawy i Karniowa)
  - Dyplom w rękach spadkobierców Aleksandra Józefa Sułkowskiego – X księcia bielskiego

Od tego momentu Aleksander Józef Sulkowski tytułował się następująco: 
Aleksander Józef z Sułkowa Borowego Sułkowski, książę Świętego Państwa Rzymskiego i książę (Herzog) na Bielsku, łowczy nadworny litewski, generał broni, najwyższy ochmistrz i pierwszy minister gabinetowy dworu Saskiego, starosta piaseczyński, odolanowski, nowodworski i sokolnicki, kawaler orderów Orła Białego, rosyjskich Św. Andrzeja i Św. Aleksandra Newskiego, saskiego Św. Henryka, bawarskiego Św. Huberta itd., pan na Rydzynie, hrabia na Lesznie, Szmiglu, Kobylinie, Zdunach, Baszkowie, Wijowie, Miejskiej Górce, Łoszakowicach itd. itd. w Wielkopolsce; dziedzic dóbr Neschwitz, Holscha, Zescha itd. w Saksonii; majętności Gabel na Szląsku pruskim; kluczów Krojanki, Człopy itd. w Prusach Zachodnich; Sułkowa borowego w Mławskiém, osady Bożydar pod Warszawą, właściciel zamków w Rydzynie i Bielsku, przedmieścia Leszno i pałacu w Warszawie, pałaców w Dreźnie, Lesznie i Neschwitz